# مستشفى دورا الحكومي
مستشفى دورا الحكومي هو مستشفى حكومي فلسطيني أُقيم في مدينة دورا جنوب الضفة الغربية بمنحة بلغت حوالي 4.75 مليون دولار من الحكومة الإيطالية، ومساهمات من المجتمع المحلي ووزارة الصحة الفلسطينية على أرض مساحتها حوالي 20 دونمًا. تبلغ مساحته المبنية نحو 6 آلاف متر مربع ممتدة على أربع طوابق، وتصل قدرته السريرية إلى 43 سريرًا وعدد موظفيه حوالي 54 موظفًا.
| توزيع القوى العاملة في المستشفى (2022) | توزيع القوى العاملة في المستشفى (2022) | توزيع القوى العاملة في المستشفى (2022) | توزيع القوى العاملة في المستشفى (2022) | توزيع القوى العاملة في المستشفى (2022) | توزيع القوى العاملة في المستشفى (2022) | توزيع القوى العاملة في المستشفى (2022) | توزيع القوى العاملة في المستشفى (2022) |
| إدارة وخدمات                           | مهن طبية مساندة                        | قابلة                                  | ممرض                                   | صيدلاني                                | طبيب أسنان واختصاصي                    | طبيب اختصاصي                           | طبيب عام                               |
| -------------------------------------- | -------------------------------------- | -------------------------------------- | -------------------------------------- | -------------------------------------- | -------------------------------------- | -------------------------------------- | -------------------------------------- |
| 5                                      | 12                                     | 0                                      | 22                                     | 1                                      | 0                                      | 13                                     | 1                                      |

## الخدمات
بدأ المستشفى بتقديم خدماته في 24 يونيو 2020، والتي اقتصرت على علاج مرض فيروس كورونا في فلسطين، حيث حولته وزارة الصحة مؤقتًا ليكون مركزًا لعلاج كوفيد–19 لجنوب الضفة الغربية، ورفعت من قدرته السريرة إلى 120 سريرًا، منها 20 سريرًا للعناية المكثفة والمتوسطة.
فيما سيقدم لاحقًا من خلال أقسامه الأخرى خدمات الطوارئ، والعمليات، والعيادات الخارجية، والمختبر وبنك الدم، والصيدلية، والأشعة، ومنامات الرجال والنساء، النسائية والولادة، والأطفال والحضانة، بالإضافة إلى أقسام الإدارة والخدمات العامة والإدارية الأخرى.
عام 2022، بلغ عدد أسرته 43 سريرًا فقط بعد الانتهاء من جائحة كوفيد 19.

## معرض الصور

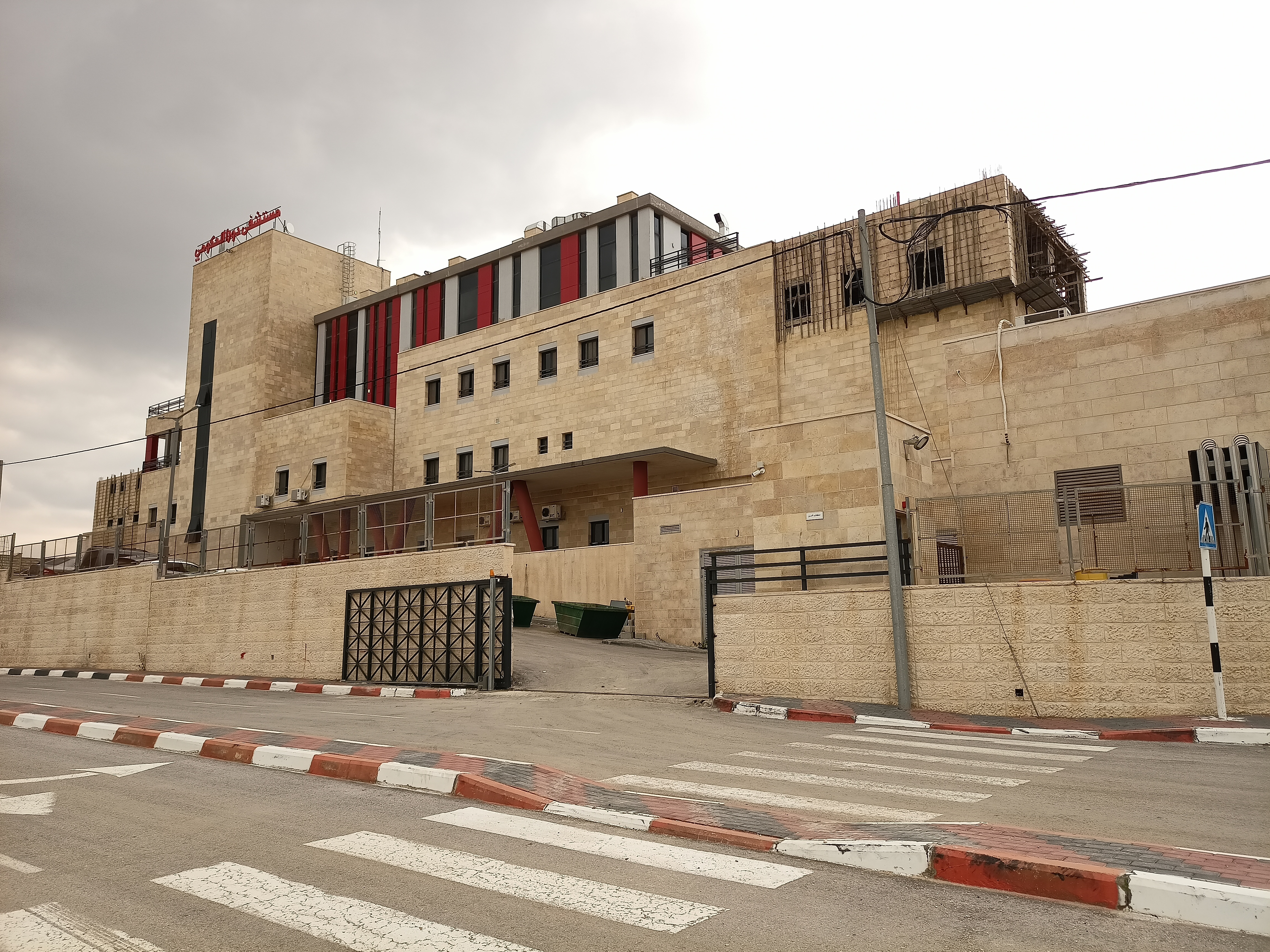
مستشفى دورا الحكومي، (صورة خارجية)
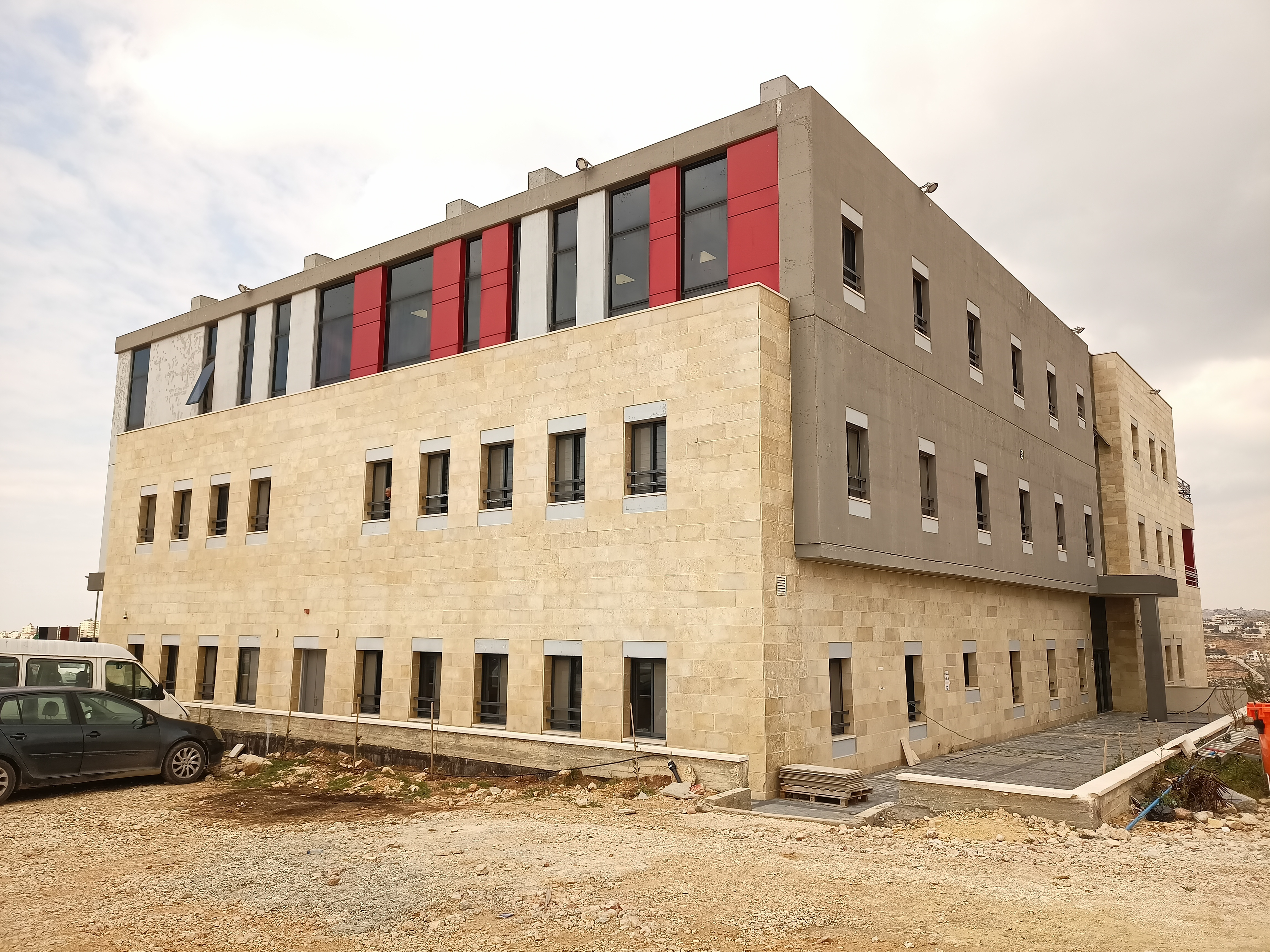
مستشفى دورا الحكومي
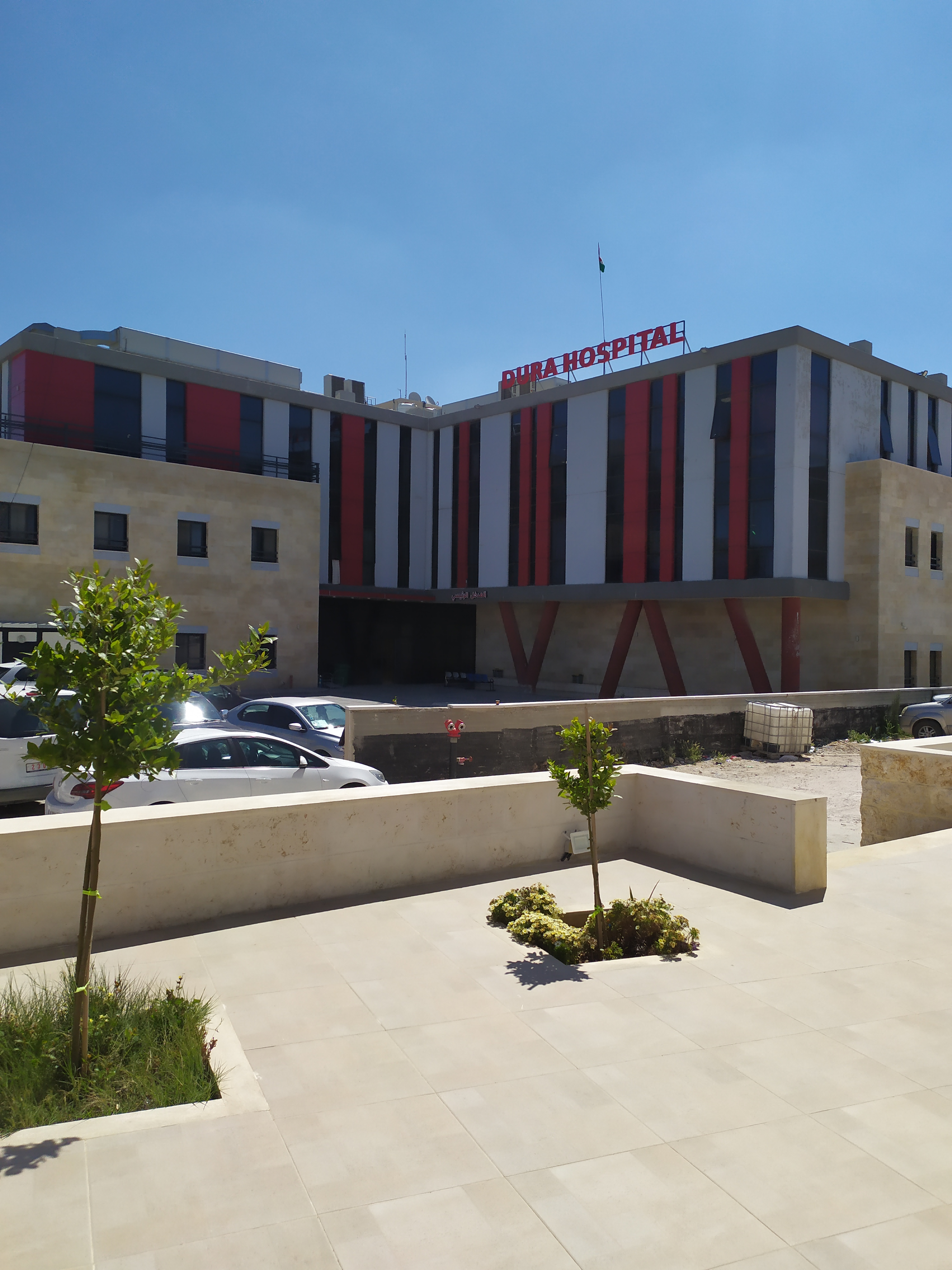
مستشفى دورا الحكومي في مدينة دورا
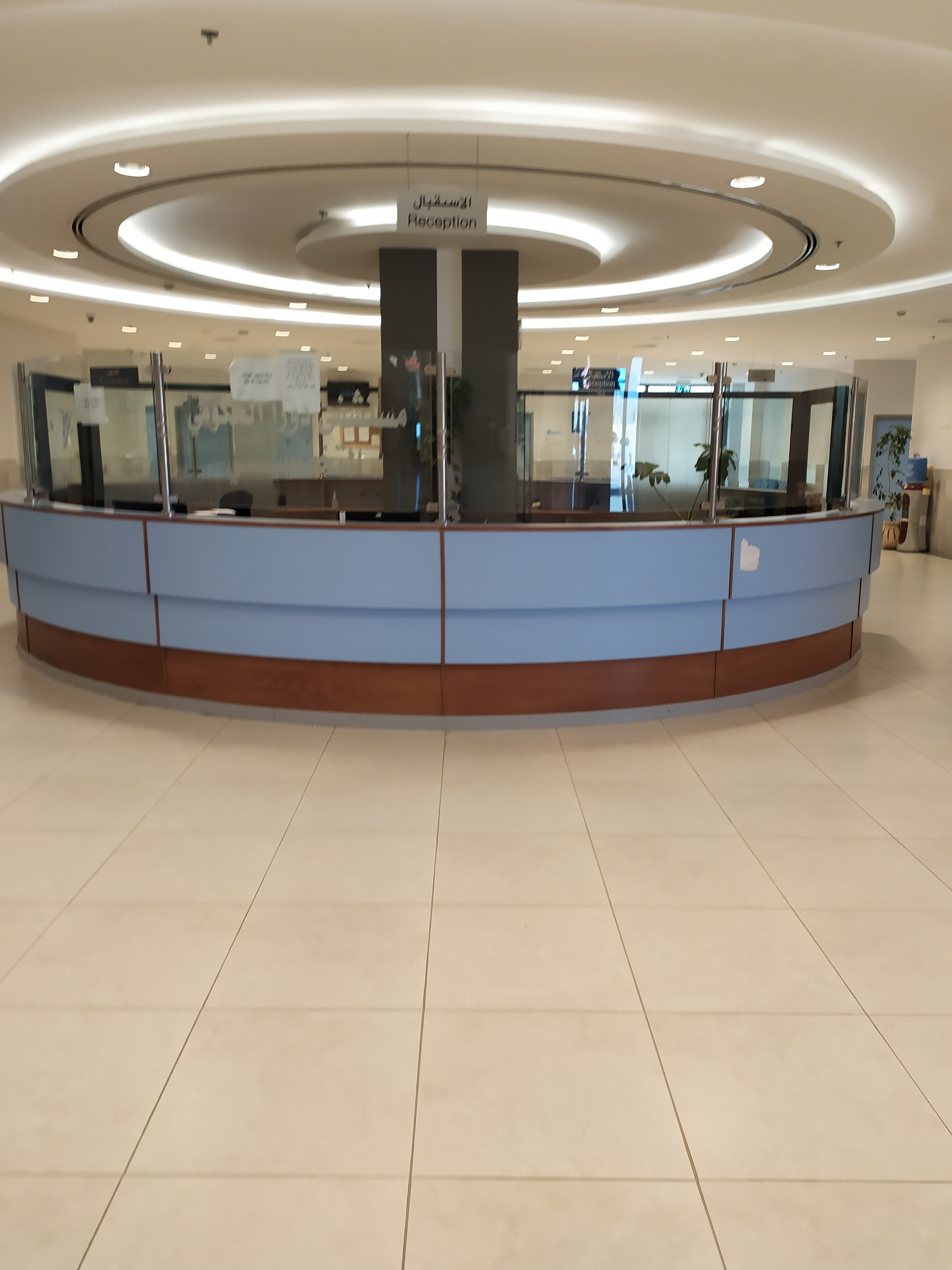
مستشفى دورا الحكومي،الأستقبال
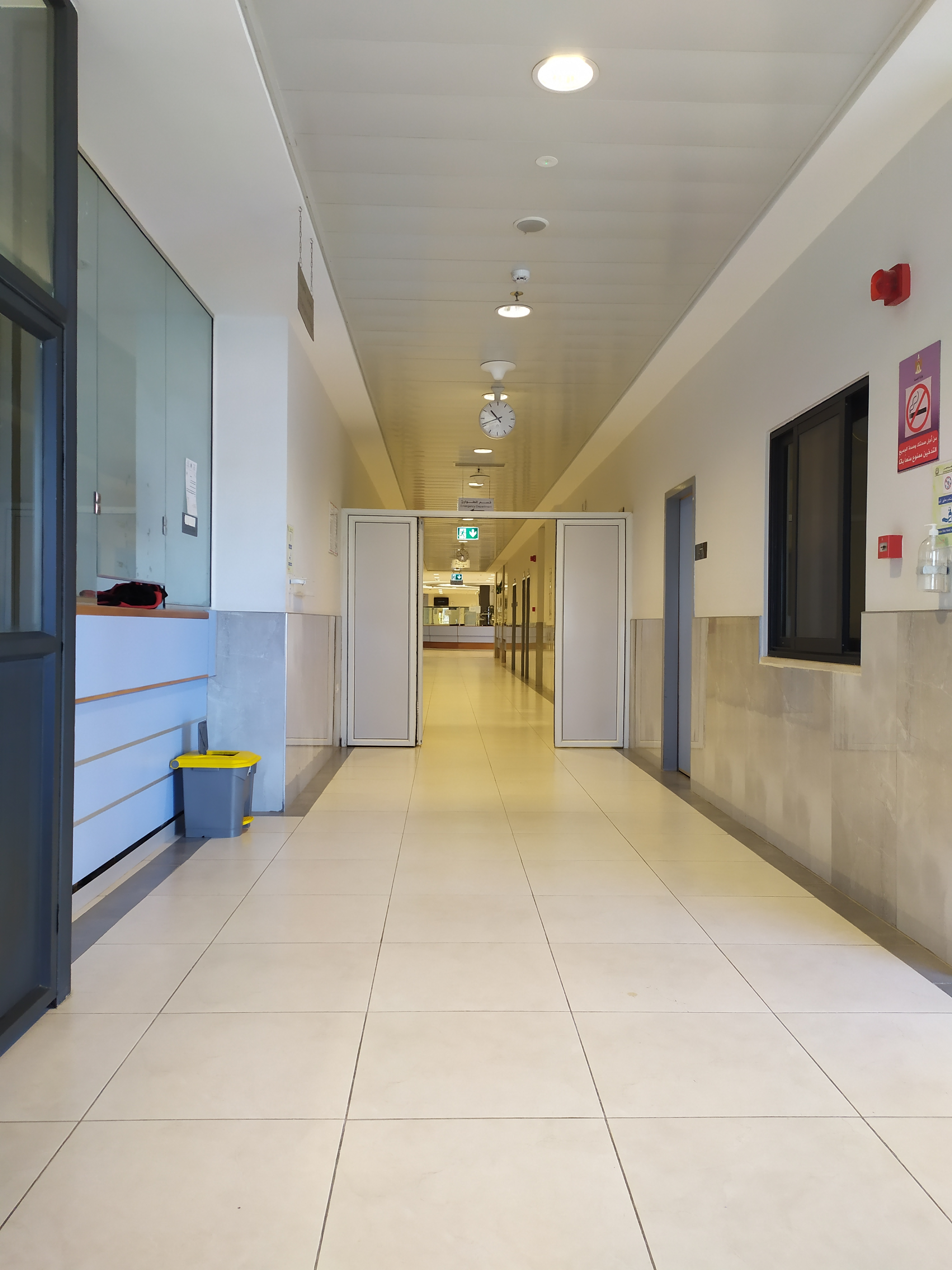
مستشفى دورا الحكومي،الطوارئ والتسجيل